# Bahlá
Bahlá (arabsky بهلا‎) je město a také vilájet (provincie) v ománském regionu ad-Dáchilíja. Město Bahlá je jedním z nejstarších měst v zemi. Archeologové pracující na zdejších vykopávkách v al-Ghubrahu a Bísiji objevili nálezy datované do třetího tisíciletí před naším letopočtem.
Vilájet Bahlá se nachází přibližně 200 kilometrů od guvernorátu Maskat. Při sčítání lidu v roce 2003 měla Bahlá 51 239 obyvatel. Ke zdejším vesnicím či obcím patří ku příkladu al-Ghafat, al-Habí, al-Mámur, Bilád Sajt, Bísija a Séfam.
Ve vilájetu se nachází památka UNESCO – pevnost Bahla.
Místní hora Džabal al-Kaur, ležící na hranici mezi regiony Dáchilíja a az-Záhira, je pokryta keři a ovocnými stromy a na jejích svazích lze nalézt jeskyně a vesnice ar-Rahbá, Mával, Sant a Sint.

## Turismus
Bahlá je atraktivním místem pro turisty, jelikož zde panuje mírné klima a vane svěží vítr. Návštěvníci mají možnost pozorovat rozličné skalní útvary, které obklopují zejména tok Vádí an-Naht.
Prostředí Bahly je různorodé a nachází se tu mnoho hor, zřídel, vádí a zavlažovacích systémů (takzvané faladže). K nejznámějším vádí se řadí Vádí al-Ála, Vádí al-Nachr, Vádí al-Šár, Vádí Bahla a Vádí Kurijat a k nejznámějším faladžům Méfa, al-Mahdaf, al-Basíjani, al-Ghuajf, al-Ajrad, al-Tufajl a al-Madra.
Nejstarší mešitou je mešita Kabír.